# Калхун (округ, Иллинойс)
Калху́н (англ. Calhoun County) — округ в штате Иллинойс, США. Официально образован в 1825 году. По состоянию на 2010 год, численность населения составляла 5089 человек.

## География
По данным Бюро переписи США, общая площадь округа равняется 735,561 км2, из которых 657,861 км2 — суша, и 77,700 км2, или 10,500 %, — это водоёмы.

## Население
По данным переписи населения 2000 года в округе проживает 5084 жителя в составе 2046 домашних хозяйств и 1438 семей. Плотность населения составляет 8,00 человек на км2. На территории округа насчитывается 2681 жилое строение, при плотности застройки около 4,00-х строений на км2. Расовый состав населения: белые — 98,80 %, афроамериканцы — 0,04 %, коренные американцы (индейцы) — 0,31 %, азиаты — 0,18 %, гавайцы — 0,00 %, представители других рас — 0,16 %, представители двух или более рас — 0,51 %. Испаноязычные составляли 0,63 % населения независимо от расы.
В составе 29,00 % из общего числа домашних хозяйств проживают дети в возрасте до 18 лет, 60,80 % домашних хозяйств представляют собой супружеские пары, проживающие вместе, 5,70 % домашних хозяйств представляют собой одиноких женщин без супруга, 29,70 % домашних хозяйств не имеют отношения к семьям, 26,50 % домашних хозяйств состоят из одного человека, 14,40 % домашних хозяйств состоят из престарелых (65 лет и старше), проживающих в одиночестве. Средний размер домашнего хозяйства составляет 2,46 человека, и средний размер семьи 2,98 человека.
Возрастной состав округа: 22,90 % — моложе 18 лет, 7,60 % — от 18 до 24, 25,90 % — от 25 до 44, 24,40 % — от 45 до 64, и 24,40 % — от 65 и старше. Средний возраст жителя округа — 40 лет. На каждые 100 женщин приходится 100,80 мужчин. На каждые 100 женщин старше 18 лет приходится 100,40 мужчин.
Средний доход на домохозяйство в округе составлял 34 375 USD, на семью — 43 107 USD. Среднестатистический заработок мужчины был 32 281 USD против 20 943 USD для женщины. Доход на душу населения составлял 16 785 USD. Около 7,30 % семей и 9,00 % общего населения находились ниже черты бедности, в том числе — 9,10 % молодежи (тех, кому ещё не исполнилось 18 лет) и 9,80 % тех, кому было уже больше 65 лет.